# Polyethylenglycol
Polyethylenglycol, kurz PEG, auch (veraltet) Polyäthylenglykol und in der Pharmazie auch Macrogol, ist ein – je nach Kettenlänge – flüssiges oder festes, wasserlösliches und nichttoxisches Polymer mit der allgemeinen Summenformel C2nH4n+2On+1. Wegen diesen Eigenschaften wird es in der Medizin, z. B. als Wirkstoffträger sowie in der Pharmazie, in industriellen Anwendungen, in der zellbiologischen Forschung und in Kosmetikprodukten eingesetzt. PEG hat – je nach Kettenlänge und daraus resultierender molarer Masse – unterschiedliche Eigenschaften.
Die Wiederholeinheit des linear aufgebauten Polymers ist (–CH2–CH2–O–), mit einer molaren Masse von etwa 44 g·mol−1. Chemisch handelt es sich um einen Polyether. 

## Herstellung
Polyethylenglycol wird mittels anionischer Polymerisation von Ethylenoxid hergestellt. Für Molmassen bis ca. 40.000 g/mol werden Basen wie Natriumethanolat oder Kalium-tert-butanolat als Initiator verwendet. PEG mit einer Molmasse von bis zu 3.000.000 g/mol lassen sich mit Katalysatoren wie Erdalkalioxiden oder -carbonaten herstellen. Alternativ ist auch kationische Polymerisation möglich, welche technisch jedoch keine Rolle spielt.
{\displaystyle \mathrm {H_{2}O+n\ C_{2}H_{4}O\longrightarrow HO-[CH_{2}-CH_{2}-O]_{n}-H} }
alternativ:
{\displaystyle \mathrm {HO-CH_{2}-CH_{2}-OH+n\ C_{2}H_{4}O\longrightarrow HO-[CH_{2}-CH_{2}-O]_{n+1}-H} }

Die Reaktion kann ebenfalls säurekatalysiert ablaufen, dann wird mit Zugabe von leicht basischem Wasser abgebrochen.

## Struktur
Röntgenographische Untersuchungen haben ergeben, dass die PEG-Ketten in zwei verschiedenen Modifikationen vorliegen können. Kürzeren Ketten, deren Polymerisationsgrad n = 10 nicht übersteigt, wird eine Zickzack-Struktur zugeschrieben, während sich bei längeren Ketten die sogenannte Mäanderstruktur ausbildet. Der Übergang zwischen beiden hängt auch von der Temperatur ab.

## Nomenklatur
Für PEG mit einer mittleren Molekülmasse von 200 bis 20.000 g/mol hat sich die Bezeichnung Polyethylenglycole eingebürgert. Produkte mit höherer Molekülmasse (ab etwa 20.000 g/mol) werden als Polyethylenoxid bezeichnet, da bei diesen Produkten der Einfluss der endständigen Hydroxygruppen vernachlässigt werden kann. Als Abkürzung wird auch der Ausdruck PEG oder Macrogol bzw. PEO zusammen mit einem Zahlenwert verwendet, der die mittlere relative Molekülmasse angibt.

## Eigenschaften

### Konsistenz
Polyethylenglycole mit einer mittleren Molekülmasse zwischen 200 g/mol und 400 g/mol sind bei Raumtemperatur nichtflüchtige Flüssigkeiten. PEG 600 weist einen Schmelzbereich von 17 bis 22 °C und somit eine pastenartige Konsistenz auf. Bei Molekülmassen über 3000 g/mol sind die PEG feste Substanzen und werden als Schuppen oder Pulver in den Handel gebracht. Härte und Schmelzbereich steigen mit zunehmender Molekülmasse an. Durch Mischung eines festen (PEG 1500) mit einem flüssigen PEG kann ein wasserlösliches Produkt von salbenartiger Konsistenz hergestellt werden.

### Wasserlöslichkeit
Die wichtigste Eigenschaft aller Polyethylenglycole ist ihre Löslichkeit in Wasser. Flüssige PEG sind in jedem Verhältnis mit Wasser mischbar. Selbst von einem PEG 8000 können noch 50-prozentige Lösungen hergestellt werden. Auf diese Eigenschaft stützt sich die Verwendung von Macrogol (PEG 3350) als Abführmittel. Bei erhöhten Temperaturen nimmt ihre Löslichkeit in Wasser stark ab.

### Hygroskopizität
Die flüssigen PEG sind hygroskopisch. Die Fähigkeit, Wasser aufzunehmen, nimmt mit steigender Molekülmasse ab.

### Flüchtigkeit und thermische Stabilität
PEG sind nicht flüchtig, eine Tatsache, die bei ihrer Anwendung als Weichmacher oder Feuchthaltemittel von Bedeutung ist. Bei Temperaturen über 150 °C tritt eine thermische Zersetzung ein, die wegen der flüchtigen Zersetzungsprodukte mit einem Gewichtsverlust verbunden ist. Anwendungen bei höheren Temperaturen machen die Verwendung von Antioxidantien notwendig.

### Physiologische Eigenschaften
Die Polyethylenglycole weisen außergewöhnlich niedrige Toxizitätswerte auf (akute und chronische orale Toxizität, Embryotoxizität, Hautverträglichkeit). Sie werden daher seit Jahrzehnten in Kosmetika, Nahrungsmitteln und pharmazeutischen Zubereitungen verwendet und werden auch in allen relevanten Arzneibüchern aufgeführt. Von der WHO wurde eine erlaubte Tagesdosis für PEG in Nahrungsmitteln von 10 mg/kg Körpergewicht festgelegt.
Obwohl Polyethylenglycol als nichttoxisch gilt, entwickelt das menschliche Immunsystem Antikörper dagegen. Jüngere Menschen haben deutlich mehr Antikörper als ältere.

### Ökologische Eigenschaften
Die biologische Abbaubarkeit der Polyethylenglycole nimmt mit steigender mittlerer Molekülmasse ab. Bis PEG 1500 werden sie jedoch als biologisch abbaubar angesehen. Der Abbau anderer Substanzen wird von den PEG nicht beeinflusst. Selbst 1-prozentige Lösungen sind gegenüber Fischen und Mikroorganismen nicht toxisch. In Deutschland sind die PEG in Wassergefährdungsklasse (WGK) 1 eingestuft. Alle Polyethylenglycole können problemlos thermisch beseitigt (verbrannt) werden.

## Anwendungen

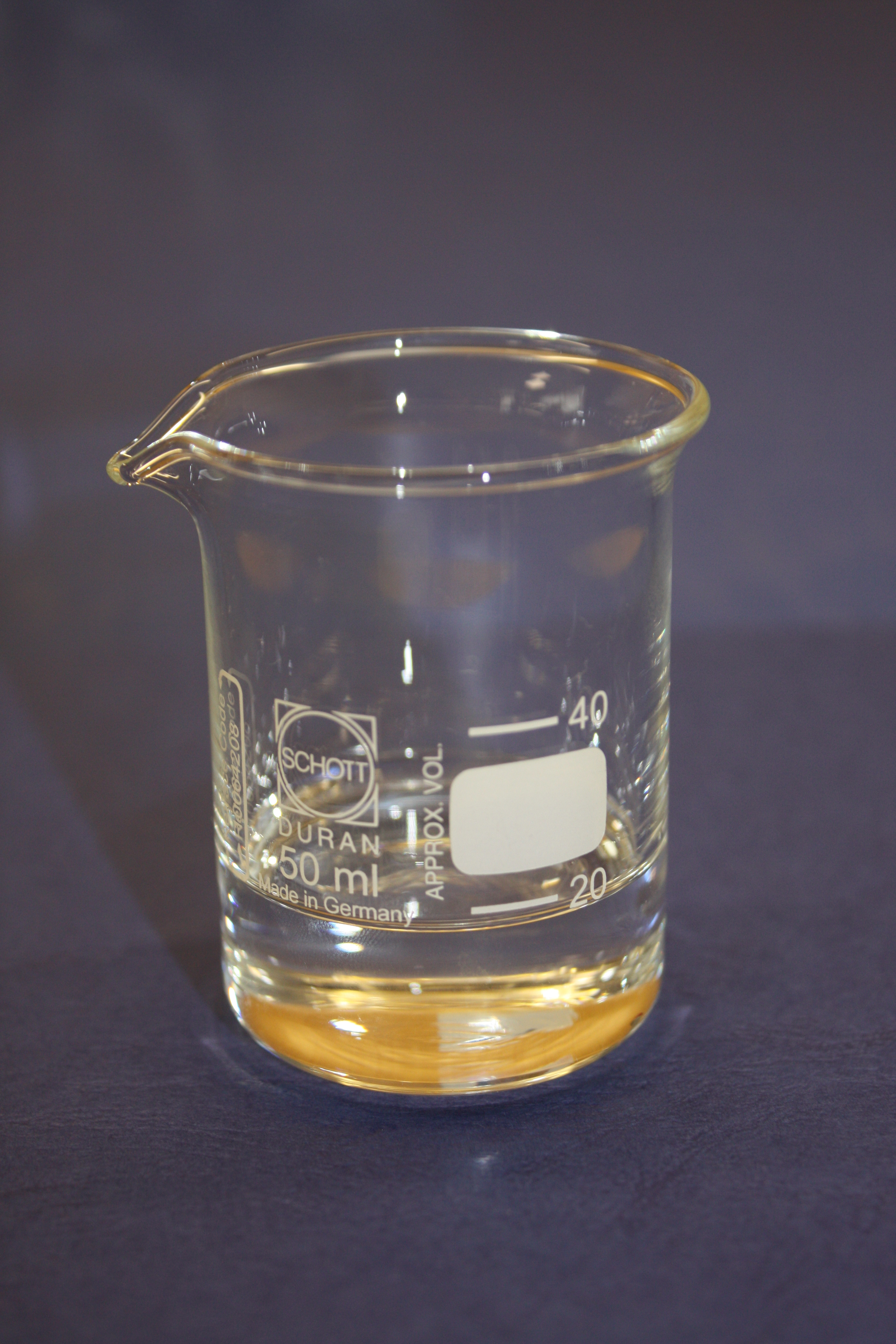
Polyethylenglycol 400 in pharmazeutischer Qualität

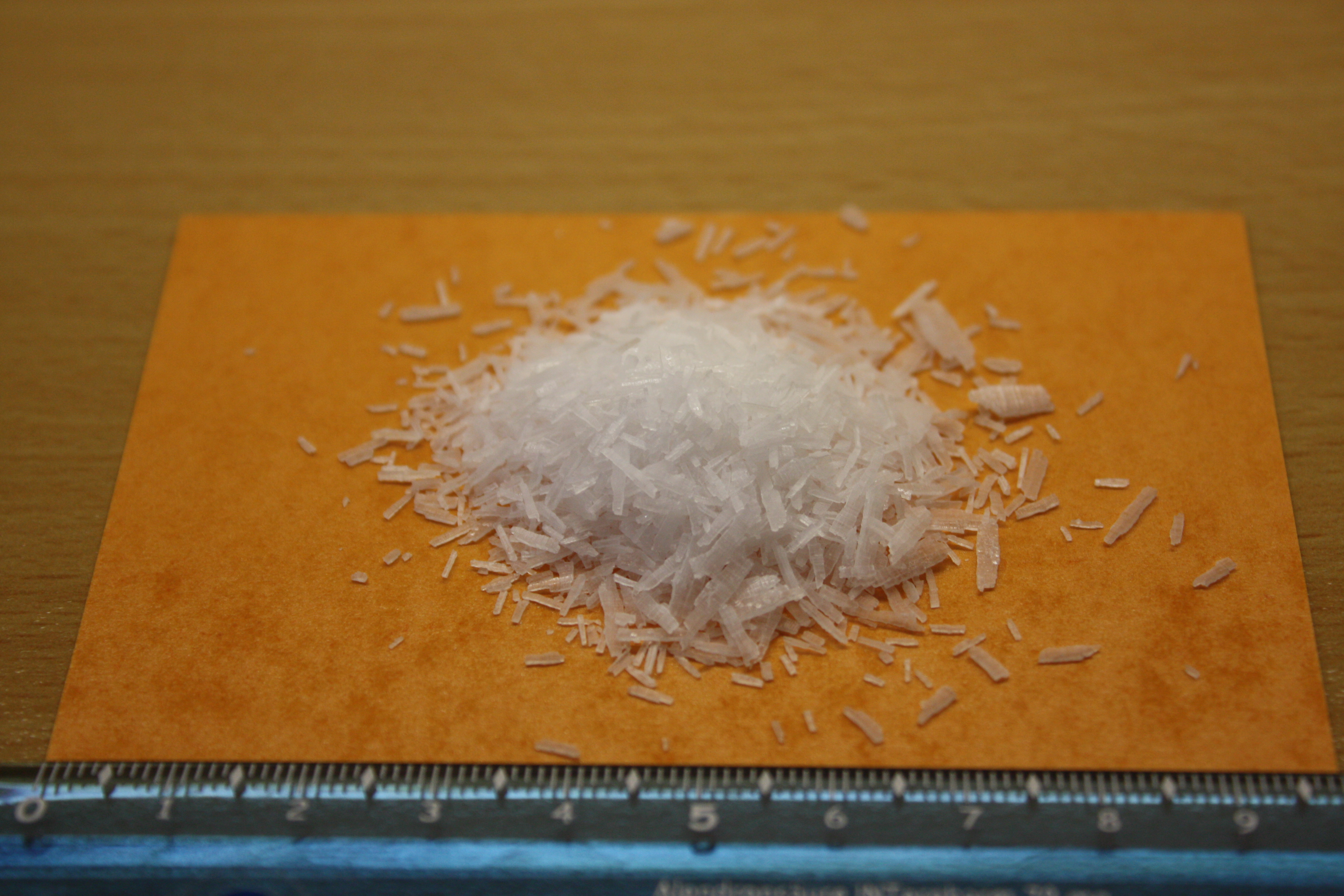
Polyethylenglycol 4000 in pharmazeutischer Qualität

### Pharmazeutische Industrie
Auf allen Gebieten der galenischen Zubereitungen werden PEG als Wirkstoffträger verwendet. Mittels PEGylierung kann die Plasmahalbwertszeit von einigen Wirkstoffen erheblich erhöht werden.

#### Flüssige Zubereitungen
Polyethylenglycole werden wegen ihrer Lösecharakteristik zur Herstellung flüssiger Zubereitungen – wie Tropfen und Injektionspräparate – sowie zur Füllung von Gelatinekapseln verwendet, da sie diese nicht anlösen oder verspröden.

#### Salbengrundlage
Durch Mischen eines festen und eines flüssigen PEG (z. B. 50 Prozent PEG 1500 und 50 Prozent PEG 300) kann eine wasserlösliche Salbengrundlage erzeugt werden, die sich wegen ihrer guten Löslichkeit für viele aktive Substanzen eignet.

#### Suppositorien
Suppositorienmassen auf Basis von PEG, als Suppositorienwirkstoff auch Macrogol genannt, können genau auf die Körpertemperatur abgestimmt werden. Das Freisetzen der Wirksubstanzen erfolgt nicht durch Schmelzen, sondern durch das Auflösen in der Darmflüssigkeit im Rektum.

#### Tabletten und Dragees
Polyethylenglycole werden als Wirkstoffträger, Lösevermittler und Hilfsmittel beim Tablettieren und Dragieren eingesetzt.

### Kosmetik
Polyethylenglycole können in folgenden kosmetischen Präparationen verwendet werden:
Cremes und Lotionen, Parfüms, Deodorants, Insekten-Abwehrmittel, Lippenstifte, Zahnpasten, Haarpflegemittel, Zahnreinigungstabletten, Badezusätze, Lubrastrips.
Polyethylenglycol wird in der Liste der Inhaltsstoffe als PEG gefolgt von einer Zahl und ggf. dem Buchstaben M aufgeführt, beispielsweise PEG-14 (Polyethylenglycol mit durchschnittlich 14 EO-Einheiten) oder PEG-14M (Polyethylenglycol mit durchschnittlich 14 000 EO-Einheiten).
In Kosmetika wirkt PEG penetrationsfördernd, das heißt die Haut wird durchlässiger für Wirkstoffe, aber ebenso für mögliche Giftstoffe (sofern vorhanden). Entsprechend weist z. B. auch Öko-Test in ihrem Artikel über Flüssigseifen auf verwendete PEG-Derivate hin. Vom PEG selbst geht – bei einem LD50-Wert von >20 g·kg−1 – jedoch keine Gefahr aus.

### Präparation und Restaurierung
Mit Hilfe von PEG können organische Objekte (Frischpräparate, lange in Wasser getränkte Hölzer – Nassholzkonservierung) zu Trockenpräparaten umgewandelt werden. Dabei werden die ursprünglich feucht gehaltenen Objekte (in Wasser, Alkohol oder Formalin) entweder lange Zeit oder im Vakuum in einer PEG-Lösung getränkt. Dank der Verwendung unterschiedlicher PEG-Molekülgrößen wird der größte Teil der ursprünglichen Flüssigkeit durch das PEG ersetzt. Das Verfahren ist auch für große Holzobjekte geeignet und findet daher bei der Konservierung von Schiffswracks bis heute Verwendung. In der modernen Tierpräparation wird wegen der dennoch stattfindenden Schrumpfung durch die Trocknung ein Mischverfahren verwendet, wobei klassische Methoden der Präparation mit einfließen.
In der Paläontologischen Präparation werden vor allem subfossile Fossilien (beispielsweise Funde der Eiszeit) mit PEG behandelt. Diese Fossilien sind sehr anfällig gegen Klimaschwankungen und zerfallen z. B. durch die bei der Trocknung entstehenden Spannungen. Hier wird nur mit einem festen PEG-Typ gearbeitet, der das in den Fossilien enthaltene Wasser über den Weg der Diffusion ersetzt. Das PEG erstarrt anstelle des sonst verdampfenden Wassers und verhindert die zerstörenden Spannungen. Die Langzeiterfahrung mit der PEG-Konservierung zeigt, dass diese Methode bei diesem schwierig zu konservierenden Material die besten Ergebnisse verspricht. Auch bei der Konservierung von Moorleichen wurde Polyethylenglykol bereits erfolgreich eingesetzt.

### Technische Anwendungen
- Als Gleit- und Formtrennmittel, Vulkanisationsaktivator oder Wärmeträger bei der Produktion von Gummiartikeln;
- als Plastifizierungs- und Bindemittel für keramische Pressmassen;
- als Pastengrundlage von Wärmeleitpaste
- als Bindemittel für Pressgranulate bei der Herstellung von Hartmetall
- zur Herstellung von Siebdruckmedien und anderen Glas- und Keramikfarben;
- um Enzyme für Waschmittel handhabbar zu machen, und zwar durch Versprühen mit festen PEG;
- zur Konservierung archäologischer Holz- oder Lederfunde;
- zur Konservierung subfossilen Knochenmaterials (z. B. Eiszeit-Funden);
- als weit verbreitetes Trocknungsmittel in der Holzindustrie zur schnellen und schonenden Trocknung von Edelhölzern;
- als Weichmacher und Feuchthaltemittel z. B. für Klebstoffe;
- als reaktive Komponente bei der Herstellung von Polyestern und Polyurethanen;
- als polare stationäre Phase bei der Gaschromatographie.[14]

Außer der oben genannten Verwendung zu rein galenischen Zwecken wird PEG auch zur Veränderung der pharmakokinetischen Eigenschaften von Proteinen als Arzneimittel benutzt. Die mit PEG verknüpften (pegylierten) Proteine (beispielsweise Wachstumsfaktoren für weiße Blutkörperchen) verbleiben wegen der verzögerten Ausscheidung über die Niere länger im Organismus, die Halbwertszeit verlängert sich also.

### Medizin
PEG wird in mehreren Bereichen der Gastroenterologie angewendet.

#### Anwendung bei der Darmreinigung
Die Substanz wird unter anderem zur Reinigung des Darmes vor einer Koloskopie eingesetzt. Dabei werden PEG-basierte Elektrolytlösungen genutzt. Sie zählen zur pharmakotherapeutischen Gruppe der osmotisch wirksamen Abführmittel (Laxans). Eine orale Einnahme verursacht einen moderaten Durchfall und führt damit zu einer schnellen Entleerung des Darms. Dies geschieht, da hochmolare PEG einen starken osmotischen Effekt haben. Sie binden Wasser über Wasserstoffbrückenbindungen in Form von Hydrathüllen, was wiederum zu einer Ansammlung von Wasser im Darmlumen führt. Das dadurch erhöhte Stuhlvolumen löst über neuromuskuläre Wege eine gesteigerte Motilität des Kolons aus. Dies führt zu einem verbesserten propulsiven Transport des aufgeweichten Stuhls im Kolon.
Ursprünglich wurden PEG-basierte Elektrolytlösungen ohne Ascorbinsäure (Vitamin C) genutzt. Diese Präparate erforderten eine Trinkmenge von 4 l. Durch den heute üblichen Zusatz von hoch dosierter Ascorbinsäure von knapp 5 g pro Liter, dies entspricht ca. dem 50-fachen Tagesbedarf an Ascorbinsäure, ist eine geringere Trinkmenge von 2 l möglich. Außerdem können die in 2 l PEG-EL enthaltenen Elektrolyte und eine ausreichende Flüssigkeitsaufnahme mögliche klinisch relevante Veränderungen des Elektrolyt- und Wasserhaushalts verhindern und dadurch das Risiko einer Dehydratation reduzieren.

#### Anwendung bei Verstopfung
Zur Behandlung von Verstopfung wird Macrogol 3350 oder auch 4000 als Medizinprodukt angewendet. Es ist als Pulver oder Brausetablette für Erwachsene und Jugendliche ab 12 Jahren erhältlich. Je nach Stärke der Beschwerden werden ca. 4 bis 39 g pro Tag – in Wasser gelöst – eingenommen. Macrogol kann auch bei Kindern ab 2 Jahren angewendet werden, hierfür gibt es spezielle Formulierungen, z. B. als Sirup oder Pulver zur Herstellung einer Lösung. Ein Gewöhnungseffekt tritt nicht ein, da das Macrogol lediglich physikalisch wirkt, also nicht am Stoffwechsel beteiligt wird. Das gebundene Wasser wird durch den gesamten Verdauungstrakt bis in den Darm transportiert und kann so dort den verhärteten Stuhl aufweichen. Zusätzlich erfolgt durch die Volumenvergrößerung des Stuhls ein erhöhter Druck auf die Darmwand, was wiederum die natürliche Darmperistaltik anregt. Hierbei kann das Macrogol aufgrund seiner hohen molaren Masse von 3350 beziehungsweise 4000 Dalton im Darm nicht verändert oder über die Darmschleimhaut in den Körper aufgenommen werden, sondern wird substanziell unverändert wieder vom Organismus ausgeschieden.
Insgesamt ist Macrogol ein vergleichsweise sanftes Abführmittel. Da ein Gewöhnungseffekt nicht eintritt (s. o.), kann es v. A. bei chronischer Verstopfung auch über einen langen Zeitraum eingesetzt werden. Ein Nachteil ist allerdings die Latenz zwischen der Gabe von Macrogol und der eintretenden Wirkung, die im Median etwa 24 Stunden beträgt. 

#### Handelsnamen
- Endofalk
- Laxbene
- Macrogol-Hexal
- Movicol
- Roleca Macrogol
- Macrobalans

#### Anwendung bei Darmuntersuchungen mittels MRT
Bei der Untersuchung des Dünndarms mittels Magnetresonanztomographie (MRT, Kernspintomographie) wird zur besseren Darstellung des Dünndarmes PEG-Lösung oral verabfolgt: Die Lösung erweitert (distendiert) die Darmschlingen. Diese werden dadurch besser beurteilbar.

#### Weitere Anwendungen
Ein weiteres Anwendungsfeld für PEG erschließt sich derzeit möglicherweise bei der Behandlung von Nervenverletzungen. Grundlage ist eine Entdeckung von Todd Krause und George Bittner, die an der Universität Texas in Austin zunächst bei Regenwürmern durchtrennte Nervenfasern mit PEG wieder zusammengefügt hatten.
In einer Studie an der Purdue University in West Lafayette wurden 19 Hunde mit schweren Wirbelsäulenverletzungen zusätzlich zu der Standardbehandlung (unter anderem Injektionen mit Steroiden, Physiotherapie und die operative Entfernung von Knochensplittern aus der Wirbelsäulengegend) noch mit Injektionen von PEG behandelt. Die Substanz wurde innerhalb von 72 Stunden nach der Verletzung verabreicht. Im Vergleich zu Tieren, die nur die Standardbehandlung erhielten, erholten sich die Tiere wesentlich schneller und umfangreicher: nach Abschluss der Behandlung waren 75 Prozent der Tiere wieder voll bewegungsfähig. Rechtzeitig injiziert scheint das Polymer die Nervenzellen vor irreparablem Schaden zu schützen und die Tiere damit vor einer Querschnittlähmung zu bewahren. Derzeit ist noch nicht genau geklärt, wie PEG diese Schutzwirkung vermittelt. Dennoch erschließen sich hier möglicherweise auch für die Behandlung von Menschen neue Perspektiven.
Die Substanz ist außerdem interessant, da sie in einer Konzentration von 15 bis 20 Prozent antibakterielle Wirkung zeigt. Einzelne Arbeiten berichten über eine Schutzwirkung auf die Darmschleimhaut vor bakterieller Invasion.
In der Augenheilkunde werden PEG als Bestandteil künstlicher Tränenflüssigkeiten zur Behandlung des „trockenen Auges“ verwendet.
Polyethylenglycole sind auch Bestandteil von Formulierungen mit anti-apoptotischen Eigenschaften zur Konservierung von Zellen, Gewebe oder Organen.
PEG (vor allem PEG 400) wird in der Medizin zur Behandlung von Intoxikationen mit Alkylphosphaten eingesetzt. Hautstellen werden zuerst mit viel Wasser und Seife abgewaschen und anschließend mit PEG 400 abgetupft. Dadurch wird der Giftstoff gelöst und der Haut wird Wasser und damit auch der Giftstoff entzogen. In Verbindung mit Calciumgluconat eignet sich PEG auch zur Behandlung von Verätzungen und Vergiftungen durch Flusssäure oder Stickstofftrifluorid. Bei Stickstofftrifluorid wird zunächst auf die betroffene Hautpartie PEG aufgebracht und dieses nach mehreren Minuten Einwirkzeit mit Wasser abgespült.

### Zellbiologie
In der Zellbiologie ist PEG ein wichtiges Reagenz für die Durchführung einer Zellfusion (Zellverschmelzung) von Lymphozyten mit bestimmten Tumorzellen (z. B. sp2/0-Zelllinie) zur Herstellung monoklonaler Antikörper sowie der Protoplastenfusion. Ähnlich wird PEG auch bei der liposomvermittelten Transfektion verwendet, indem es einem DNA-beladenen Liposom beim Verschmelzen mit der zu transfizierenden Zelle hilft.

### Biochemische Verwendung
Ähnlich wie unvernetztes Polyacrylamid (liquid polyacrylamide) kann Polyethylenglycol als Molekularsieb in der Elektrophorese für die Trennung von geladenen Makromolekülen nach ihrer Größe verwendet werden. Daneben wird es zur PEG-Fällung bei der Proteinreinigung verwendet.

## Sicherheitshinweise
Allergische Reaktionen auf PEG wurden nach seiner Verwendung in einer Vielzahl von Medikamenten und kosmetischen Produkten berichtet. Es besteht Kreuzreaktivität zu Polysorbat 80. Allergische Reaktionen auf PEG werden wahrscheinlich zu selten diagnostiziert, so dass PEG auch als „verstecktes“ Allergen gilt. Schwere allergische Reaktionen sind bei der diagnostischen Hauttestung beschrieben worden, daher sollte diese nur in allergologisch spezialisierten Zentren nach publizierten Standardschemata erfolgen. Auch bei der Covid-19-Impfung mit Tozinameran (BionTech/Pfizer Comirnaty) traten in Großbritannien schwere allergische Reaktionen auf, die auf das darin enthaltene PEG zurückgeführt werden.